# De Tomaso 801
La De Tomaso 801 è una monoposto di Formula 1, costruita dalla casa automobilistica italiana De Tomaso per partecipare ai campionati mondiali di Formula 1 1962 e 1963.

## Risultati in Formula 1
| Anno | Team               | Motore           | Gomme | Piloti   |  |  |  |  |  |  |    |  |  | Punti | Pos. |
| ---- | ------------------ | ---------------- | ----- | -------- |  |  |  |  |  |  | -- |  |  | ----- | ---- |
| 1962 | Scuderia De Tomaso | De Tomaso 1.5 V8 | D     | Estéfano |  |  |  |  |  |  | NQ |  |  | 0     | —    |

| Legenda | 1º posto     | 2º posto | 3º posto    | A punti         | Senza punti/Non class.  | Grassetto – Pole position Corsivo – Giro più veloce |
| Legenda | Squalificato | Ritirato | Non partito | Non qualificato | Solo prove/Terzo pilota | Grassetto – Pole position Corsivo – Giro più veloce |